# Sam Clemmett
Sam Clemmett (Brundall, 1 d'octubre de 1993) és un actor britànic. Va començar la seva carrera d'actor el 2013. És conegut pel seu paper d'Albus Potter el 2015 en l'obra de teatre Harry Potter i el llegat maleït. La seva actuació en l'obra l'ha fet popular entre els fans de Harry Potter, així com per la creadora de Harry Potter, J. K. Rowling. Rowling va declarar que: "No hi ha molt a dir sobre Sam fent d'Albus, però no vull avançar la història tan ràpidament i només diré que no podríem haver escollit millor".

## Filmografia
- Survivor (2015), Teen With Phone
- Murder Games: The Life and Death of Breck Bednar (documental televisiu, 2015)
- Burn the Clock (curtmetratge, 2013), Jay

## Televisió
- The Musketeers (2016), Luc
- Our World War (minisèrie, 2014), Bill Foulkes
- Holby City (2014), Tay Simons
- Doctors (2013), Olly Whitehall
- Foyle's War (2013), Jack Shaw